# Waadhoeke
Waadhoeke ist eine Gemeinde der Provinz Friesland (Niederlande). Sie entstand am 1. Januar 2018 durch den Zusammenschluss der bisherigen Gemeinden Het Bildt, Franekeradeel, Menameradiel und eines Teiles von Littenseradiel. Am 1. Januar 2025 zählte die Gemeinde 46.865 Einwohner.

## Geographie

### Lage
Die Gemeinde liegt im Nordwesten der Provinz Friesland (Fryslân).

### Ortsteile
Die Ortsteile der neuen Gemeinde sind
| - Achlum - Alde Leie (teilweise) - Baaium (Baijum) - Berltsum (Berlikum) - Bitgum (Beetgum) - Blessum - Boer - Boksum - Bonkwert - Deinum - Dijkshoek - Dongjum (Doanjum) - Dronryp (Dronrijp) - Engelum (Ingelum) - Fatum - Firdgum (Furdgum) - Flifhuzen (Vijfhuizen) - Franeker (Frientsjer) - Hatzum - Herbaijum (Hjerbeam) - Hitzum (Hitsum) | - Kie - Kiesterzijl - Kingmatille - Kleaster Anjum - Klooster-Liedlum (Kleaster-Lidlum) - Koehool (Koehoal) - Lutjelollum - Marsum (Marssum) - Menaam (Menaldum) - Miedum - Minnertsga (Minnertsgea) - Nieuwebildtzijl - Nij Altoenae - Oosterbierum (Easterbierrum) - Oudebildtzijl - Peins - Pietersbierum (Pitersbierrum) - Ried (Rie) - Ritsumasyl (Ritsumazijl) - Roptazijl (Roptasyl) - Salverd | - Schalsum (Skalsum) - Sexbierum (Seisbierrum) - Sint Annaparochie (Sint Anne) - Sint Jacobiparochie - Skingen (Schingen) - Skyldum - Slappeterp - Sopsum - Spannum - Tritzum - Tsjeppenbûr - Tzum (Tsjom) - Tzummarum (Tsjummearum) - Vrouwbuurtstermolen - Vrouwenparochie - Weakens - Westhoek - Wjelsryp (Welsrijp) - Winsum - Zwarte Haan - Zweins (Sweins) |

### Nachbargemeinden
Die Nachbargemeinden sind Ferwerderadiel, Leeuwarden, Súdwest-Fryslân und Harlingen sowie die Inselgemeinden Terschelling und Ameland.

## Geschichte
Het Bildt
Die Gemeinde Het Bildt entstand am 1. Oktober 1816 durch den Zusammenschluss der bis dahin eigenständigen Gemeinden Sint Annaparochie, Sint Jacobiparochie und Vrouwenparochie.
Franekeradeel
Am 1. Oktober 1816 wurde die Gemeinde Tjum in Franekeradeel umbenannt. Am selben Tag wurden ihr Gebietsteile der Nachbargemeinde Almenum zugesprochen. Die Gemeinde Barradeel und die historische Stadt Franeker kamen am 1. Januar 1984 hinzu.
Menameradiel
Die Gemeinde Menaldumadeel entstand am 1. Oktober 1816 durch den Zusammenschluss der bis dahin eigenständigen Gemeinden Berlikum, Dronrijp, Marsum und Menaldum. Am 1. Januar 2011 erhielt sie den friesischen Namen Menameradiel.
Littenseradiel
Die Gemeinde Baarderadeel entstand am 1. Oktober 1816 durch den Zusammenschluss der bis dahin eigenständigen Gemeinden Bozum und Jorwerd. Am selben Tag wurden OOsterend und Wommels zur neuen Gemeinde Hennaarderadeel zusammengeschlossen. Beide Gemeinden fusionierten am 1. Januar 1984 zu Littenseradeel. Am 26. Januar 1985 erhielt die neue Gemeinde den friesischen Namen Littenseradiel.
 Neue Gemeinde
Die neue Gemeinde entstand am 1. Januar 2018 im Rahmen der Gebietsreformen in den Niederlanden, bei denen die Anzahl der Gemeinden über einen längeren Zeitraum deutlich reduziert wird. Während Het Bildt, Franekeradeel und Menalderadiel vollständig in der neuen Gemeinde aufgingen, erhielt diese aus der aufgelösten Gemeinde Littenseradiel die vier Orte Baaium, Spannum, Winsum und Wjelsryp. Als Arbeitsname für die neue Gemeinde wurde Westergo gewählt. Als Gemeindename konnte sich Waadhoeke gegen die beiden anderen Vorschläge Franeker und Nij-Westergo durchsetzen. Der Name verweist darauf, dass sich die neue Gemeinde in einer Ecke am Wattenmeer befindet.

## Politik

### Bürgermeister
André van de Nadort (PvdA) ist seit dem 14. April 2025 kommissarischer Bürgermeister der Gemeinde Waadhoeke.

### Kollegium von Bürgermeister und Beigeordneten
Das Kollegium besteht für den Zeitraum bis 2022 aus Mitgliedern der Koalitionsparteien CDA, SAM Waadhoeke und FNP. Die vier Beigeordneten waren zuvor in dieser Position bereits in den Gemeinden Het Bildt und Franekeradeel tätig und wurden im Rahmen einer Ratssitzung am 2. Januar 2018 berufen. Folgende Personen gehören zum Kollegium und sind in folgenden Bereichen zuständig: 
| Name            | Partei        | Ressort |
| --------------- | ------------- | --- |
| Caroline de Pee | CDA           | Finanzen, Sport, wirtschaftliche Angelegenheiten, Landwirtschaft und Treibhauskultur, Erholung und Tourismus                                        |
| Nel Haarsma     | CDA           | Wohnen und Lebensqualität, Bildung, Arbeit, Bevollmächtigung, Überwachung, Beibehaltung, Koordinierende Portfolioinhaberin von Dörfern und Vierteln |
| Boukje Tol      | SAM Waadhoeke | Soziales, Statusträger, Verkehr und Transport, Jugend und Nachwuchs                                                                                 |
| Jan Dijkstra    | FNP           | Raumordnung, Verwaltung des öffentlichen Raumes, Sprache, Kultur, Erbgut, Denkmäler und Museen, Nachhaltigkeit und Umwelt                           |

Das Amt der Gemeindesekretärin wird von Annet Doesburg ausgeübt.

### Gemeinderat
Der Gemeinderat besteht aus 29 Mitgliedern. Die Wahl des ersten Gemeinderates fand am 22. November 2017 statt. Die Sitze verteilen sich auf sechs Parteien und Gruppierungen. Von diesen hat der Christen-Democratisch Appèl (CDA) den höchsten Stimmenanteil erhalten und stellt acht Ratsmitglieder. Bis 2022 besteht eine Koalition zwischen CDA, SAM Waadhoeke und FNP. Der Gemeinderat wird seit 2017 folgendermaßen gebildet:
| SAM Waadhoeke a  | 6  | 7  |
| Gemeentebelangen | 6  | 7  |
| FNP              | 5  | 6  |
| CDA              | 8  | 6  |
| VVD              | 3  | 2  |
| ChristenUnie     | 1  | 1  |
| Gesamt           | 29 | 29 |

Anmerkungen

## Verkehr
Die wichtigste Verkehrsverbindung ist der Rijksweg A 31 in Richtung Amsterdam und Leeuwarden.

## Persönlichkeiten
- Lolkje Anema (1871–1953), Malerin und Zeichnerin